# Tryggve Andersen

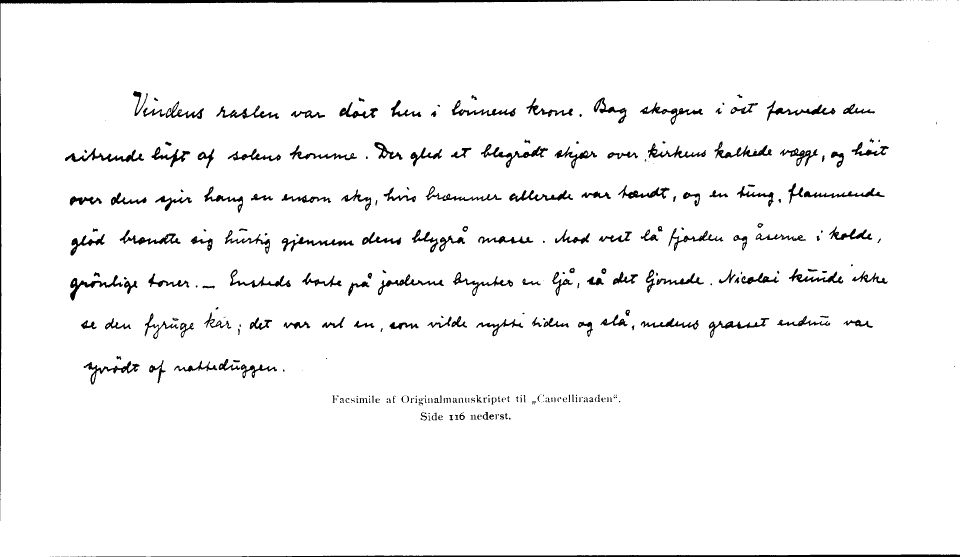
Fragment rękopisu I Cancelliraadens dage.

Tryggve Andersen (ur. 27 września 1866 w Ringsaker, zm. 10 kwietnia 1920 w Gran) – pisarz norweski.
Tryggve Andersen urodził się 27 września 1866 w Ringsaker w rodzinie prawnika jako jedno z dziesięciorga dzieci. Kiedy Tryggve miał 9 lat jego ojciec otrzymał posadę wójta w Sunnhordland i cała rodzina przeniosła się do miejscowości Tysnes w Hardanger. W 1878 Tryggve Andersen i jego starszy brat Einar rozpoczęli naukę w szkole Katedralskolen w Bergen. Właśnie w tym czasie Andersen odkrył w sobie zainteresowania literaturą, zwłaszcza niemieckim romantyzmem. W 1880 cała rodzina przeniosła się do Hamar, gdzie Andersen zdał egzamin na studia i w 1885 rozpoczął studia filologiczne w Kristianii. Brał w tym czasie aktywny udział w życiu studenckim wraz z takimi przyszłymi pisarzami czy osobami ze świata kultury jak Vilhelm Krag, Jens Thiis, Sigurd Bødker czy Carl Nærup. W czasie studiów zaczął pisać swoje pierwsze utwory poetyckie, które zostały wydane jako Digte (Wiersze) dopiero w 1898 roku.
W 1892 Andresen został wydalony z uczelni i nigdy już nie powrócił na studia. Osiadł u swojego brata w Mandal i tam zaczął pisać powieść z wątkami autobiograficznymi Mot kveld (Pod wieczór). W tym czasie przebywał też w Berlinie, gdzie zetknął się z artystami z kręgu cyganerii, m.in. Stanisławem Przybyszewskim i jego żoną Dagny. W 1895 pisarz wydał w piśmie „Tidssignaler” swoje pierwsze opowiadanie Den døde mann (Martwy człowiek). Od jesieni 1895 do roku 1896 Andersen pracował nad powieścią I Cancelliraadens Dage (Z czasów radcy kancelaryjnego), która ukazała się drukiem w 1897 przysparzając mu ogromnej popularności wśród czytelników. Od tego czasu Tryggve Andersen zaczął być uważany za jednego z najbardziej uznanych pisarzy.
W 1898 Andersen ożenił się z Margrethe Schønberg. Razem z żoną podróżował po Niemczech, Islandii i Wyspach Owczych, by w końcu osiąść w Danii. Para szybko doczekała się dwóch synów. W 1901 żona i jeden z synów zachorowali na gruźlicę i oboje zmarli. W tym ciężkim okresie Andersen wydał swoją powieść, nad którą pracę rozpoczął wiele lat wcześniej, czyli Mot kvæld (1900). Powieść przyjęta została dużo chłodniej niż debiutancka I Cancelliraadens Dage, ale może dlatego, że zawierała dużo bardziej osobistą treść niż pierwsza książka.
Po krytycznym przejęciu Mot kvæld i osobistej tragedii, jaką stała się śmierć żony i syna, Andersen spędził rok podróżując statkiem. Miał w tym czasie zebrać materiał do powieści marynarskiej, której jednak nigdy nie napisał. Z zebranych notatek powstał natomiast Dagbog fra en sjøreise (Dziennik z podróży morskiej) wydany pośmiertnie w 1923.
Po powrocie Andersen poznał Regine Normann, z którą ożenił się w 1906. Wiele wskazuje na to, że pierwsze lata małżeństwa były dla nich bardzo szczęśliwe, jednak między 1910 a 1913 małżonkowie zaczęli stopniowo oddalać się od siebie, coraz częściej mieszkając osobno przez dłuższe okresy. Niebagatelny wpływ na to miało pogarszające się zdrowie Andersena, który cierpiał na epilepsję i gruźlicę, a przy tym nie stronił od alkoholu.
Latem 1912 Andersen poznał młodszą o 25 lat niemiecką pisarkę i tłumaczkę Margarethe (Grete) Edith Tichauer. W 1913 pisarz rozwiódł się z Regine Normann, by związać się z Grete, która już oczekiwała ich pierwszego dziecka. Para zamieszkała początkowo w Kopenhadze, by potem przenieść się do Kristianii. Z czasem osiedli na prowincji. Andersen coraz bardziej podupadał na zdrowiu, cierpiał na gruźlicę i borykał się z problemami finansowymi. Zmarł 10 kwietnia 1920 w Gran w posiadłości Sjo, w tym samym domu, w którym 50 lat wcześniej zmarł Aasmund Olavsson Vinje.

## Utwory
- I Cancelliraadens dage, 1897
- Digte, 1898
- Mot Kvæld, 1900
- Gamle folk, 1904
- Bispesønnen og andre fortællinger, 1907
- Hjemfærd, 1913
- Fabler og hendelser, 1915
- Samlede fortællinger, 1916